# 武汉铁路监督管理局
武汉铁路监督管理局（简称武汉铁路监管局），是国家铁路局下属的地区铁路监督管理局。

## 沿革
2013年3月14日，第十二届全国人民代表大会第一次会议表决通过《国务院机构改革和职能转变方案》，规定“组建国家铁路局，由交通运输部管理，承担铁道部的其他行政职责，负责拟订铁路技术标准，监督管理铁路安全生产、运输服务质量和铁路工程质量等。”2013年3月21日，《国务院办公厅关于印发国家铁路局主要职责内设机构和人员编制规定的通知》（国办发〔2013〕21号）印发了《国家铁路局主要职责内设机构和人员编制规定》，其中规定“国家铁路局设立沈阳、上海、广州、成都、武汉、西安、兰州7个地区铁路监督管理局，负责辖区内铁路监督管理工作。”2013年9月10日，《国家铁路局关于印发地区铁路监督管理局主要职责内设机构和人员编制暂行规定的通知》（国铁人〔2013〕7号）印发了《国家铁路局地区铁路监督管理局主要职责内设机构和人员编制暂行规定》。
截至2014年7月8日，沈阳、上海、广州、成都、武汉、西安、兰州7个地区铁路监督管理局全部组建挂牌。

## 职责
负责中国铁路郑州局集团有限公司、中国铁路武汉局集团有限公司管界内的相关铁路监督管理工作。主要职责是：
1. 监督管理铁路运输安全、铁路工程质量安全、铁路运输设备产品质量安全。
2. 监督相关铁路法律法规、规章制度和标准规范执行情况，负责铁路行政执法监察工作，受理相关举报和投诉，组织查处违法违规行为。
3. 依法组织或参与铁路交通事故和铁路建设工程质量安全事故调查处理，负责事故统计、报告、通报、分析等工作。
4. 研究分析铁路安全形势、存在问题，提出改进安全工作的措施要求并监督实施。
5. 监督规范铁路运输和工程建设市场秩序的政策措施实施情况，监督检查铁路行政许可产品和许可企业，监督铁路运输服务质量和铁路企业承担国家规定的公益性运输任务情况，监督工程建设招标投标工作。
6. 负责与地方政府及相关执法部门的工作联系，指导协调地方铁路相关部门工作，建立相关信息通报和监管协调机制。协调组织开展铁路沿线安全综合治理和相关铁路突发事件应急工作。
7. 完成国家铁路局及其领导机关交办事项[7]。

## 机构设置
- 综合处
- 监管一处
- 监管二处
- 监管三处
- 监管四处
- 执法监察办公室
- 机关党委（人事处）[8]

## 历任领导
| 局长 - 于春孝（2014年3月—2015年10月） - 隋瑞政（？—） 副局长 - 吴奉（2014年3月—？） - 尚书亭（2014年3月—） - 李久平（？—） | 分党组书记 - 于春孝（2014年4月—2015年10月） - 隋瑞政（2016年2月—） |